# Nick von Niederhäusern
Nick von Niederhäusern (sinh ngày 28 tháng 9 năm 1989) là một cầu thủ bóng đá người Thụy Sĩ hiện tại thi đấu cho Reno 1868 tại United Soccer League.